# Archidendron rufescens
Archidendron rufescens är en ärtväxtart som beskrevs av Bernard Verdcourt. Archidendron rufescens ingår i släktet Archidendron och familjen ärtväxter. Inga underarter finns listade i Catalogue of Life.